# Australische sidderrog
De Australische sidderrog (Tetronarce macneilli) is een vissensoort uit de familie van de sidderroggen (Torpedinidae). De wetenschappelijke naam van de soort is voor het eerst geldig gepubliceerd in 1932 door Whitley.